# Championnats de Bolivie de cyclisme sur route
Les championnats de Bolivie de cyclisme sur route sont organisés tous les ans.

## Hommes

### Podiums de la course en ligne
| Année     | Vainqueur          | Deuxième           | Troisième             |
| --------- | ------------------ | ------------------ | --------------------- |
| 2002      | Genaro Agostopa    | Raúl Escobar       | Herminio Cortez       |
| 2003-2004 | Pas de championnat | Pas de championnat | Pas de championnat    |
| 2005      | Horacio Gallardo   | Yamil Montaño      | Sandro Rodríguez      |
| 2006      | Yamil Montaño      | Juan Cotumba       | Arnold Zapata         |
| 2007      | Horacio Gallardo   | Javier Prieto      | Heriberto Acosta (de) |
| 2008      | Horacio Gallardo   | Sandro Rodríguez   | Alberto Maizares      |
| 2009      | Arnold Zapata      | Juan Céspedes      | David Acarapi         |
| 2010      | Óscar Soliz        | Juan Cotumba       | Jorge Quispe          |
| 2011      | Víctor Tarqui      | Gilver Zurita      | Samuel Alaka          |
| 2012      | Horacio Gallardo   | Heriberto Acosta   | Óscar Soliz           |
| 2013      | Gilver Zurita      | Juan Cotumba       | Justino Quispe        |
| 2014      | Óscar Soliz        | Juan Cotumba       | Piter Campero         |
| 2015      | Óscar Soliz        | Bacilio Ramos      | Gilver Zurita         |
| 2016      | Óscar Soliz        | Horacio Gallardo   | Bacilio Ramos         |
| 2017      | Bacilio Ramos      | Non-attribué       | Javier Arando         |
| 2018      | Carlos Montellano  | Horacio Gallardo   | Javier Arando         |
| 2019      | Bernardo León      | William Rodríguez  | David Rojas           |
| 2020      | William Rodríguez  | Freddy Gonzales    | René Daza             |
| 2021      | William Rodríguez  | Óscar Soliz        | Gilver Zurita         |
| 2022      | David Rojas        | Horacio Gallardo   | Robin Ortiz           |
| 2023      | Freddy Gonzales    | Iván Alaka         | Wilber Rodriguez      |
| 2024      | Alexander Donaire  | Edwin Hoyos        | Pablo Castro          |
| 2025      | Eduardo Moyata     | Alexander Donaire  | Ángel Hoyos           |

Multi-titrés
- 4 : Óscar Soliz, Horacio Gallardo
- 2 : William Rodríguez

### Podiums du contre-la-montre
| Année     | Vainqueur          | Deuxième           | Troisième          |
| --------- | ------------------ | ------------------ | ------------------ |
| 2002      | Raúl Escobar       | Arnold Zapata      | Herminio Cortez    |
| 2003-2005 | Pas de championnat | Pas de championnat | Pas de championnat |
| 2006      | Juan Cotumba       | Yamil Montaño      | Marcelo Rivera     |
| 2007      | Alberto Maizares   | Yamil Montaño      | Johnny Burgos Vega |
| 2008      | Óscar Soliz        | Alberto Maizares   | Carlos Alarcón     |
| 2009      | Arnold Zapata      | Juan Céspedes      | David Acarapi      |
| 2010      | Óscar Soliz        | Juan Cotumba       | Pedro Chambilla    |
| 2011      | Óscar Soliz        | Gilver Zurita      | Juan Cotumba       |
| 2012      | Óscar Soliz        | Bacilio Ramos      | Rubén Ibáñez       |
| 2013      | Bacilio Ramos      | Gilver Zurita      | Juan Cotumba       |
| 2014      | Óscar Soliz        | Gilver Zurita      | Bacilio Ramos      |
| 2015      | Óscar Soliz        | Gilver Zurita      | Bacilio Ramos      |
| 2016      | Óscar Soliz        | Bacilio Ramos      | Wilber Juchani     |
| 2017      | Javier Arando      | Non-attribué       | Freddy Gonzales    |
| 2018      | Javier Arando      | Bacilio Ramos      | David Rojas        |
| 2019      | Bacilio Ramos      | Freddy Gonzales    | David Rojas        |
| 2020      | Freddy Gonzales    | Bacilio Ramos      | René Daza          |
| 2021      | Freddy Gonzales    | Óscar Soliz        | Cristhian Torrico  |
| 2022      | Freddy Gonzales    | David Rojas        | Óscar Soliz        |
| 2023      | Eduardo Moyata     | Freddy Gonzales    | Ángel Hoyos        |
| 2024      | Eduardo Moyata     | David Rojas        | Alexander Donaire  |
| 2025      | Freddy Gonzales    | Leonis Vargas      | Alexander Donaire  |

Multi-titrés
- 7 : Óscar Soliz
- 4 : Freddy Gonzales
- 2 : Eduardo Moyata, Bacilio Ramos, Javier Arando

## Femmes

### Podiums de la course en ligne
| Année | Vainqueur                 | Deuxième              | Troisième                 |
| ----- | ------------------------- | --------------------- | ------------------------- |
| 2008  | Ana Maria Ventura         | Evelin Lima           | Karen Salazar             |
| 2010  | Valeria Escobar           | Gladis Choque         | Karen Salazar             |
| 2011  | Valeria Escobar           | Karen Salazar         | Gladis Choque             |
| 2012  | Elizabeth Vasquez Avila   | Teresa Nina           | Lidia Ruiz                |
| 2013  | Gladis Choque             | Valeria Escobar       | Karen Salazar             |
| 2014  | Valeria Escobar           | Sharon Sarabia        | Rebeca Sarabia            |
| 2015  | Daniela Ortuno Espeda     | Karen Salazar         | Yeneth Amurrio Barrientos |
| 2016  | Yeneth Amurrio Barrientos | Daniela Ortuno Espeda | Vanesa Robles             |
| 2020  |                           |                       |                           |
| 2021  |                           |                       |                           |
| 2022  | Elizabeth Vasquez Avila   | Miriam Muñoz Jimenez  | Emilene Mejia             |
| 2023  |                           |                       |                           |
| 2024  |                           |                       |                           |

Multi-titrées
- 3 : Valeria Escobar, Elizabeth Vasquez

### Podiums du contre-la-montre
| Année | Vainqueur               | Deuxième                | Troisième             |
| ----- | ----------------------- | ----------------------- | --------------------- |
| 2010  | Valeria Escobar         | Karen Salazar           | Gladis Choque         |
| 2011  | Valeria Escobar         | Karen Salazar           | Gladis Choque         |
| 2012  | Elizabeth Vasquez Avila | Gladis Choque           | Lidia Ruiz            |
| 2013  | Valeria Escobar         | Gladis Choque           | Karen Salazar         |
| 2014  | Valeria Escobar         | Elizabeth Vasquez Avila | Karen Salazar         |
| 2015  | Karen Salazar           | Daniela Ortuno Espeda   | Rebeca Sarabia        |
| 2016  | Sharon Sarabia          | Karen Salazar           | Daniela Ortuno Espeda |
| 2020  |                         |                         |                       |
| 2021  |                         |                         |                       |
| 2022  | Rebeca Sarabia          | Miriam Muñoz Jimenez    | Jimena Cuevas         |
| 2023  |                         |                         |                       |
| 2024  |                         |                         |                       |

Multi-titrées
- 4 : Valeria Escobar

## Espoirs Hommes

### Podiums de la course en ligne
| Année | Vainqueur           | Deuxième            | Troisième        |
| ----- | ------------------- | ------------------- | ---------------- |
| 2008  | Ramiro Miranda      | Edwin Callizaya     | Jorge Quispe     |
| 2010  | Wilber Juchani      | Álvaro Dávalos      | Luis Checa       |
| 2012  | Diego Llanos        | Javier Burgos       | Miguel Ibañez    |
| 2013  | Piter Campero       | Luis Checa          | Leandro Soliz    |
| 2015  | Javier Arando       | Bernardo León       | Carlos Amurrio   |
| 2016  | Arnaldo Gallardo    | Javier Arando       | Freddy Gonzales  |
| 2017  | Richar Vallejos     | Sandro Checa        | René Daza        |
| 2018  | Iván Alaca          | Gabriel Flores      | Irghan Quispe    |
| 2019  | Edwin Ramos         | Eduardo Moyata      | Wilber Rodríguez |
| 2021  | José Manuel Aramayo | Ronald Coca         | Eduardo Moyata   |
| 2022  | Mauricio Cardozo    | José Manuel Aramayo | Eduardo Moyata   |
| 2024  | José Manuel Aramayo | Brayan Rosas        | Jonathan Lamas   |
| 2025  | Brayan Rosas        | Saúl Camacho        | Joel Tolaba      |

### Podiums du contre-la-montre
| Année | Vainqueur           | Deuxième            | Troisième        |
| ----- | ------------------- | ------------------- | ---------------- |
| 2010  | Wilber Juchani      | Milton Clares       |                  |
| 2011  | Piter Campero       | Wilber Juchani      | Bacilio Ramos    |
| 2012  | Carlos Montellano   | Wilber Juchani      | Robin Ortiz      |
| 2013  | Piter Campero       | Leandro Soliz       | Javier Arando    |
| 2015  | Javier Arando       | Bernardo León       | Cirilo Mamani    |
| 2016  | Freddy Gonzales     | Javier Arando       | Alejandro Luna   |
| 2017  | Gustavo Olmos       | Reynaldo Escalier   | Edwin Ramos      |
| 2018  | René Daza           | Gustavo Olmos       | Wilber Rodríguez |
| 2020  | Wilber Rodríguez    | Pablo Castro        | Eduardo Moyata   |
| 2021  | Eduardo Moyata      | Pablo Castro        | Ángel Hoyos      |
| 2022  | Alexander Donaire   | Eduardo Moyata      | Pablo Castro     |
| 2023  | Alexander Donaire   | José Manuel Aramayo | Ariel Moyata     |
| 2024  | José Manuel Aramayo | Gustavo Peredo      | Marco Chambi     |
| 2025  | Brayan Rosas        | Misael Vilca        | Gustavo Peredo   |